# Gabriele Binder-Maier
Gabriele Binder-Maier (* 4. März 1956 in Sankt Valentin) ist eine österreichische Politikerin (SPÖ) und von 2008 bis 2013 Abgeordnete zum österreichischen Nationalrat.

## Ausbildung und Beruf
Gabriele Binder-Maier besuchte zwischen 1962 und 1966 die Volksschule und im Anschluss bis 1970 die Hauptschule. An der Bundes-Bildungsanstalt für Kindergartenpädagogik in Linz wurde Binder-Maier zwischen 1970 und 1974 zur Kindergärtnerin ausgebildet. Sie arbeitete danach bis 1975 als Kindergärtnerin beim Magistrat Steyr und zwischen 1975 und 1989 bei den Oberösterreichischen Kinderfreunden. Von 1989 bis 2008 war sie am Amt der Niederösterreichischen Landesregierung angestellt.

## Politische Laufbahn
Gabriele Binder-Maier begann ihre politische Laufbahn in ihrer Heimatgemeinde St. Valentin, wo sie zwischen 1984 und 1987 als Gemeinderätin wirkte. Sie übte diese Funktion zudem zwischen 1991 und 1996 sowie seit dem Jahr 2000 aus. Dazwischen hatte Gabriele Binder-Maier die Funktion einer Stadträtin von St. Valentin (1987 bis 1991) inne. Ab 1987 übernahm Gabriele Binder-Maier auch Funktionen in der Bezirksorganisation Amstetten. Zwischen 1987 und 2003 war sie Bezirksfrauenvorsitzende der SPÖ Amstetten, von 2003 bis 2009 übte sie das Amt der Bezirksparteivorsitzenden aus. Zudem wurde Binder-Maier 1999 zur Landesparteivorsitzender-Stellvertreterin in Niederösterreich gewählt und ist seit 2001 Landesfrauenvorsitzende der SPÖ Niederösterreich. Zwischen 1993 und 2004 wirkte Binder-Maier auch als Familiensprecherin der Österreichischen Kinderfreunde.
Gabriele Binder-Maier zog erstmals am 18. Dezember 1990 in den Nationalrat ein, wo sie zunächst bis 6. November 1994 blieb. Vom 14. März 1996 bis zum Ende der XXIII. Gesetzgebungsperiode am 27. Oktober 2008 war sie permanent Abgeordnete im Nationalrat und hatte ein Mandat des Wahlkreises Mostviertel inne. Ihre Schwerpunkte und Ausschussmitgliedschaften lagen in den Bereichen Gleichbehandlung, Familien, Verkehr, Volksanwaltschaft und Land- und Forstwirtschaft.
Nach der Nationalratswahl in Österreich 2008 hatte Gabriele Binder-Maier wegen der geringeren Mandatsstärke ihrer Partei zunächst keinen Sitz mehr im Nationalrat, sie rückte jedoch durch die Ernennung eines Abgeordneten zum Mitglied der Bundesregierung Faymann I auf dessen Sitz nach und wurde am 3. Dezember 2008 neuerlich angelobt. Von 2008 bis 2013 war sie Familiensprecherin des SPÖ-Parlamentsklubs.
In der Legislaturperiode bis 2013 war sie Mitglied in folgenden Ausschüssen: Ausschuss für Land- und Forstwirtschaft, Familienausschuss, Gleichbehandlungsausschuss, Verkehrsausschuss, Volksanwaltschaftsausschuss.

## Auszeichnungen
- 2003: Großes Goldenes Ehrenzeichen für Verdienste um die Republik Österreich[2]
- 2024: Viktor-Adler-Plakette[3]